# Schlatenbach (Enns)
Der Schlatenbach ist ein kleiner Nebenbach aus den Schladminger Tauern der Enns bei Pruggern unweit Schladming in der Obersteiermark.

## Lage und Landschaft
Der Bach entspringt am Hühnerkogel (1601 m ü. A.), einem Vorberg des Kalteck, im Auberger Wald. Er rinnt durch Pruggererberg und bildet nur in seinem Unterlauf an der Steilstufe des Ennstals ein Engtal aus, auf der Talschulter von Pruggererberg ist er ein Wiesenbach und kleiner Graben.
Nach genau 2,5 Kilometern Lauf mündet er bei der Ortslage Schlatenbach von rechts bei km 195,461 in die Enns. Direkt an der Mündung quert ihn die Ennstalbahn Bischofshofen–Selzthal, die hier zwischen Enns und Bergfuß verläuft.
Das Einzugsgebiet umfasst etwa 1,6 km². Der Unterlauf bildet etwa die Grenze von Pruggern und Gössenberg.

## Hydrologie, Geologie und Geschichte
Der Schlatenbach neigt wie die meisten anderen Bäche, die hier von den Schladminger Tauern kommen, zu Murgang, und ist als Wildbach eingestuft. Sein Einzugsgebiet liegt im Bereich der Ennstaler Phyllite, leicht
verwitterbaren Schiefern der Grauwackenzone, die im Ennstal nur ein schmales Band bildet, und wenig verfestigter glazialer  Sedimente.
Sommer 2000 vermurte der Bach nach schweren Gewittern die Ennstalbahn. Am Abend des 4. Juni 2000 fuhr ein Regionalzug in die Mure, die Lokomotive entgleiste.